# Стандард (футбольний клуб, Сумгаїт)
«Стандард» (азерб. Standard Futbol Klubu Sumgait) — колишній професіональний азербайджанський футбольний клуб з міста Сумгаїт.

## Історія
Заснований у 2006 році в місті Баку під назвою «Арсенал», але вже в лютому 2007 року змінив свою назву на «Стандард». За підсумками дебютного для себе сезону (2006/07) в Першій лізі посів 2-ге місце й здобув путівку до Прем'єр-ліги, де з того часу й виступав. У перших двох сезонах у вищому дивізіоні азербайджанського чемпіонату посідав місця в середині турнірної таблиці. У 2009 році команда переїхала до Сумгаїту, який знаходиться за 30 км від Баку. За підсумками сезону 2009/10 років «Стандард» посів передостаннє місце в турнірній таблиці чемпіонату й вилетів до Першої ліги. У 2010 році клуб було розформовано.

## Досягнення
- Перша ліга чемпіонату Азербайджану
  -  Срібний призер (1): 2006/07

- Кубок Азербайджану
  - 1/4 фіналу (2): 2007/08, 2009/10

## Статистика виступів

### Команди в чемпіонаті та кубку Азербайджану
| Сезон   | Ліга | Ліга | Ліга | Ліга | Ліга | Ліга | Ліга | Ліга | Ліга | Кубок Азербайджану | Бомбардир        | Бомбардир | Тренер                             |
| Сезон   | Див. | Міс. | Іг.  | В    | Н    | П    | ЗМ   | ПМ   | О    | Кубок Азербайджану | Назва            | Ліга      | Тренер                             |
| ------- | ---- | ---- | ---- | ---- | ---- | ---- | ---- | ---- | ---- | ------------------ | ---------------- | --------- | ---------------------------------- |
| 2007–08 | 1-ий | 9    | 26   | 8    | 8    | 10   | 36   | 26   | 32   | 1/4 фіналу         | Лео Роша         | 8         | Юніс Гусейнов                      |
| 2008–09 | 1-ий | 7    | 26   | 12   | 3    | 11   | 30   | 31   | 39   | 1/8 фіналу         | Анхель Гутіеррес | 10        | ? Бадрі Кварацхелія Рафік Мірзоєв  |
| 2009–10 | 1-ий | 11   | 22   | 2    | 5    | 15   | 16   | 34   | 11   | 1/4 фіналу         | Фарід Гулієв     | 16        | Вальдас Іванаускас Боюкага Гаджиєв |

### Індивідуальна статистика гравців
| #  | Гравець                    | Роки             | Матчі | Голи |
| -- | -------------------------- | ---------------- | ----- | ---- |
| 1  | Руслан Амірджанов          | 2007-09          | 42    | 0    |
| 2  | Річард Рікельме Чіаппа     | 2009-10          | 40    | 4    |
| 3  | Фарід Гулієв               | 2009-10          | 38    | 19   |
| 4  | Анхель Гутіеррес           | 2008-09          | 37    | 15   |
| 4  | Дан Післа                  | 2008-09          | 37    | 7    |
| 6  | Едвінас Лукошевічюс        | 2008             | 35    | 1    |
| 7  | Давід Чичвейшвілі          | 2009             | 34    | 0    |
| 8  | Камал Гулієв               | 2007-08, 2009–10 | 32    | 0    |
| 8  | Реджеб Ферецзаде           | 2007-2009        | 32    | 0    |
| 10 | Даніель Себастьян Мартінес | 2007-08          | 29    | 6    |

| # | Гравець                    | Роки    | Матчі | Голи |
| - | -------------------------- | ------- | ----- | ---- |
| 1 | Фарід Гулієв               | 2009-10 | 38    | 19   |
| 2 | Анхель Гутіеррес           | 2008-09 | 37    | 15   |
| 3 | Лео Роша                   | 2007-08 | 19    | 8    |
| 4 | Дан Післа                  | 2008-09 | 37    | 7    |
| 5 | Даніель Себастьян Мартінес | 2007-08 | 29    | 6    |
| 6 | Анатолій Дорош             | 2008    | 11    | 4    |
| 6 | Річард Рікельме Чіаппа     | 2009-10 | 40    | 4    |
| 6 | Зейнал Зейналов            | 2009-10 | 21    | 4    |
| 9 | Родріго Сильва             | 2009    | 15    | 3    |
| 9 | Велтон Карлуш Сильва       | 2009    | 11    | 3    |
| 9 | Уго Машаду                 | 2009-10 | 25    | 3    |
| 9 | Самир Заргаров             | 2009-10 | 23    | 3    |
| 9 | Віталій Баламестний        | 2010    | 9     | 3    |

## Відомі тренери
| Ім'я               | Період роботи                   | Іг | В | Н | П  | % перемог |
| ------------------ | ------------------------------- | -- | - | - | -- | --------- |
| Вальдас Іванаускас | 16 липня - 23 жовтня 2009       | 7  | 0 | 2 | 5  | 0         |
| Боюкага Гаджиєв    | 23 жовтня 2009 - 25 серпня 2010 | 29 | 8 | 5 | 14 | 27.59     |

## Відомі гравці
- Камал Гулієв
- Анатолій Дорош
- Сергі Орбеладзе